# Distretto di Nagyatád
Il distretto di Nagyatád (in ungherese Nagyatádi járás) è un distretto dell'Ungheria, situato nella provincia di Somogy.